# Geras, Horn
Geras là một town trong bang Niederösterreich in the district of Horn ở nước Áo. Đô thị này có diện tích 67,66 km², dân số năm 2001 là 1433 người.